# منتخب بلجيكا للكرة اللينة للسيدات
منتخب بلجيكا للكرة اللينة للسيدات هو ممثل بلجيكا الرسمي في المنافسات الدولية في الكرة اللينة للسيدات .

## طالع أيضًا
- منتخب بلجيكا للكرة اللينة للرجال